# ワシントン郡 (ペンシルベニア州)
ワシントン郡（英: Washington County）は、アメリカ合衆国ペンシルベニア州の南西部に位置する郡である。人口は20万9349人（2020年）。郡庁所在地はワシントン市であり、同郡で人口最大の都市でもある。ワシントン郡は1781年3月28日にウェストモアランド郡から分離して設立された。郡名はアメリカ独立戦争の指揮官であり、後に初代アメリカ合衆国大統領になったジョージ・ワシントンにちなんでいる。ワシントン郡と名付けられた郡の中で国内最初のものである。郡内にはワシントン郡空港があり、ワシントン市の南西5キロメートルに位置する。
ワシントン郡はピッツバーグ都市圏に属している。2010年、ワシントン郡は創設200周年を祝い、コンサート、演説、戦争の再現が行われ、屋台テントやアーティストなどストリート祭が開かれた。

## 地理
アメリカ合衆国国勢調査局に拠れば、郡域全面積は861平方マイル (2,230 km2)であり、このうち陸地857平方マイル (2,220 km2)、水域は4平方マイル (10 km2)で水域率は0.45%である。

### 隣接する郡
- ビーバー郡 - 北
- アレゲニー郡 - 北東
- ウェストモアランド郡 - 東
- ファイエット郡 - 南東
- グリーン郡 - 南
- マーシャル郡 (ウェストバージニア州) - 南西
- オハイオ郡 (ウェストバージニア州) - 西
- ブルック郡 (ウェストバージニア州) - 西
- ハンコック郡 (ウェストバージニア州) - 北西

## 郡政府と政治
2008年11月時点でワシントン郡には152,534 人の登録有権者がいた。
- 民主党: 89,027 (58.37%)
- 共和党: 49,025 (32.14%)
- その他の政党: 14,482 (9.49%)

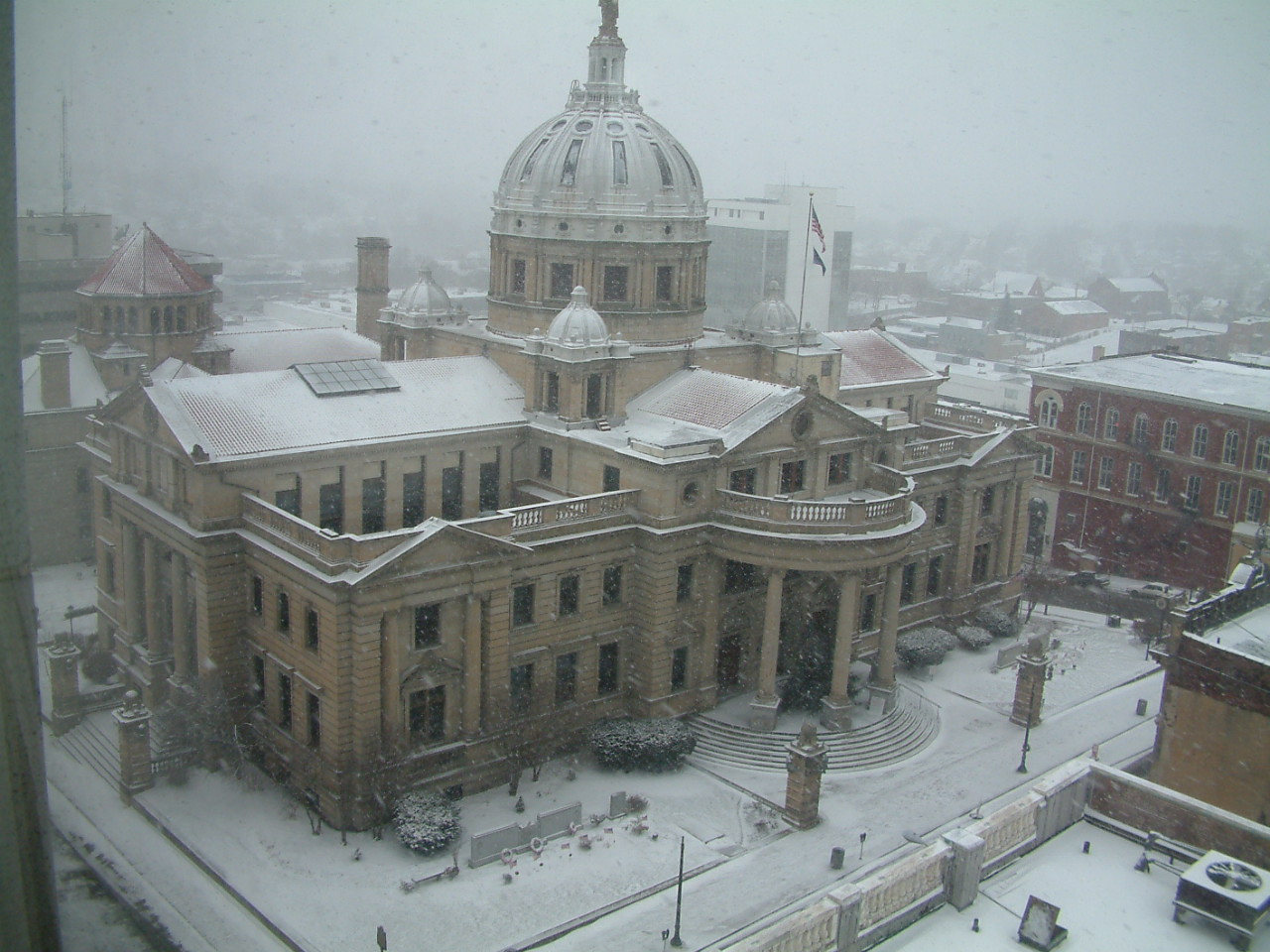
歴史あるワシントン郡庁舎、冬の雪の日

ワシントン郡は、選挙で選ばれる3人の委員で構成される郡政委員会が統治している。委員会には行政権と立法権がある。州法に拠れば、政治的な対立意見を容れられるように少数党の代表も居なければならない。委員の任期は4年間である。
郡内にペンシルベニア州第27司法地区の一般訴訟裁判所があり、州の第一審である。地域の第一審裁判所としても機能する。判事は6人であり、任期は10年間である。主席判事は事件の割り当て、裁判所予算の割り振り、人事の管理を行う。
さらに治安判事が郡全体を担当し、交通関連事件の審問、令状の発行、小さな民事事件の判決を出す。
昔から民主党が郡レベルや国政レベルの政治で支配してきた。しかし近年は国政選挙で共和党が勢力を高めている。2000年、民主党候補のアル・ゴアは総投票数の53%を獲得し、ジョージ・W・ブッシュは44%だった。2004年、民主党候補のジョン・ケリーは51%を獲得し、ブッシュは49.57%だった。票差では552票だった。2008年、共和党のジョン・マケインが51%を獲得し、バラク・オバマは46%だった。また州レベルの当選者3人が全てワシントン郡を制したことになった。

### 大統領選挙の結果
| 年     | 民主党                                  | 共和党                                    |
| ------ | --------------------------------------- | ----------------------------------------- |
| 2012年 | バラク・オバマ 40,345 (42.6%)           | ミット・ロムニー 53,230 (56.2%)           |
| 2008年 | バラク・オバマ 46,122 (46.8%)           | ジョン・マケイン 50,752 (51.5%)           |
| 2004年 | ジョン・ケリー 48,225 (50.1%)           | ジョージ・W・ブッシュ 47,679 (49.6%)      |
| 2000年 | アル・ゴア 44,961 (54.2%)               | ジョージ・W・ブッシュ 37,339 (45.0%)      |
| 1996年 | ビル・クリントン 40,952 (52.1%)         | ボブ・ドール 27,777 (35.3%)               |
| 1992年 | ビル・クリントン 46,143 (54.6%)         | ジョージ・H・W・ブッシュ 21,977 (26.0%)   |
| 1988年 | マイケル・デュカキス 47, 527 (62.1%)    | ジョージ・H・W・ブッシュ 28,651 (37.8%)   |
| 1984年 | ウォルター・モンデール 50,911 (59.2%)   | ロナルド・レーガン 34,782 (40.5%)         |
| 1980年 | ジミー・カーター 45,295 (55.2%)         | ロナルド・レーガン 32,532 (39.7%)         |
| 1976年 | ジミー・カーター 49,317 (59.2%)         | ジェラルド・フォード 32,827 (39.4%)       |
| 1972年 | ジョージ・マクガヴァン 34,781 (44.1%)   | リチャード・ニクソン 42,587 (54.0%)       |
| 1968年 | ヒューバート・ハンフリー 47,805 (56.3%) | リチャード・ニクソン 28,023 (33.0%)       |
| 1964年 | リンドン・B・ジョンソン 63,482 (72.3%)  | バリー・ゴールドウォーター 24,127 (27.5%) |
| 1960年 | ジョン・F・ケネディ 53,729 (58.3%)      | リチャード・ニクソン 38,348 (41.6%)       |

共和党が勢力を増している別の兆候として、2007年に地区検事スティーブン・トプラニが圧勝したことが挙げられる。トプラニは24年間現職を務めていたが、汚職で告発されて墓穴を掘ったジョン・ペティットに対し、2対1に近い得票率で当選した。2011年、トプラニは引退し、同じ共和党のユージーン・ビットーニが接戦を制して後任となった。
ワシントン郡はアメリカ合衆国下院議員ペンシルベニア州第9および第18選挙区に属し、2013年時点ではどちらも共和党議員を選出している。ペンシルベニア州議会上院では第32および第46選挙区に属しており、下院では第39、第40、第46、第48、第49、第50選挙区に属している。2013年時点では共和党が下院の2議席を取っている他は全て民主党員である。

## 人口動態
以下は2000年国勢調査による人口統計データである。
| 基礎データ - 人口: 202,897人 - 世帯数: 81,130 世帯 - 家族数: 56,060 家族 - 人口密度: 91人/km2（237人/mi2） - 住居数: 87,267軒 - 住居密度: 39軒/km2（102軒/mi2） 人種別人口構成 - 白人: 95.27% - アフリカン・アメリカン: 3.26% - ネイティブ・アメリカン: 0.09% - アジア人: 0.36% - 太平洋諸島系: 0.02% - その他の人種: 0.19% - 混血: 0.82% - ヒスパニック・ラテン系: 0.58% 先祖による構成 - ドイツ系：18.3% - イタリア系：17.2% - アイルランド系：10.6% - イギリス系：8.6% - ポーランド系：7.9% - アメリカ人：6.2% | 年齢別人口構成 - 18歳未満: 22.2% - 18-24歳: 7.7% - 25-44歳: 27.2% - 45-64歳: 25.0% - 65歳以上: 17.9% - 年齢の中央値: 41歳 - 性比（女性100人あたり男性の人口） - 総人口: 92.4 - 18歳以上: 89.0 世帯と家族（対世帯数） - 18歳未満の子供がいる: 28.4% - 結婚・同居している夫婦: 55.2% - 未婚・離婚・死別女性が世帯主: 10.3% - 非家族世帯: 30.9% - 単身世帯: 27.0% - 65歳以上の老人1人暮らし: 13.2% - 平均構成人数 - 世帯: 2.44人 - 家族: 2.96人 |

## 見どころと行事

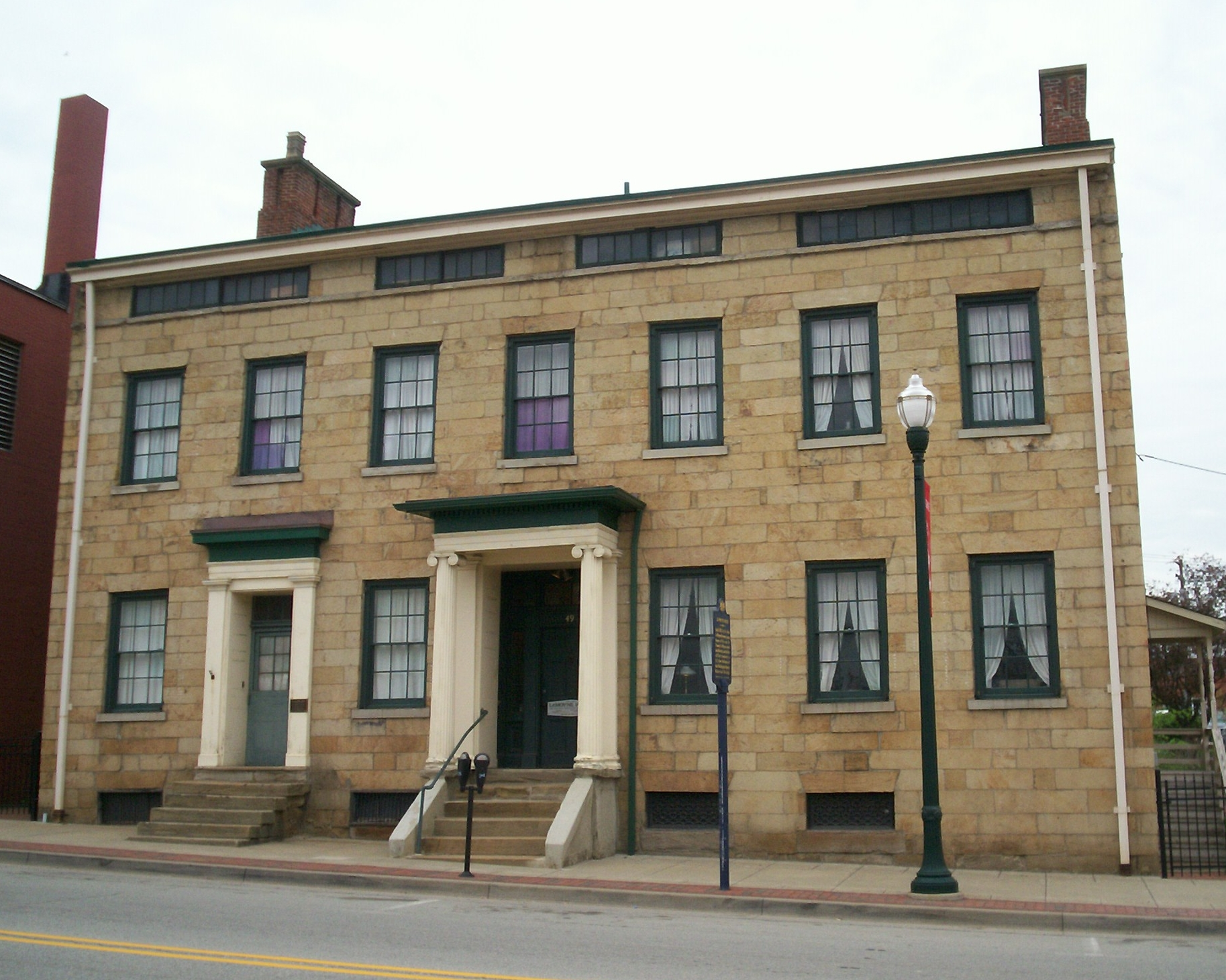
F・ジュリアス・レモイン邸、ワシントン郡歴史協会の本部になっている

ワシントン郡にはポニー野球とソフトボール国際本部がある。またペンシルベニアトロリー博物館もある。メドウクロフトのロックシェルターズでも有名であり、国内でも保存状態が良く最古のものとされる先クローヴィス文化住居がある。郡内に21の屋根付橋が残っている。
ウィスキー税反乱（1791年-1794年）はワシントン市で高まりを見せた。反乱指導者の1人デイビッド・ブラッドフォードの家がワシントン市に残っており、国定史跡になっている。そこから数ブロック離れた所にF・ジュリアス・レモイン邸があり、ワシントン郡歴史協会の本部になっている。
郡内には国内初の火葬場がある。

## 都市と町

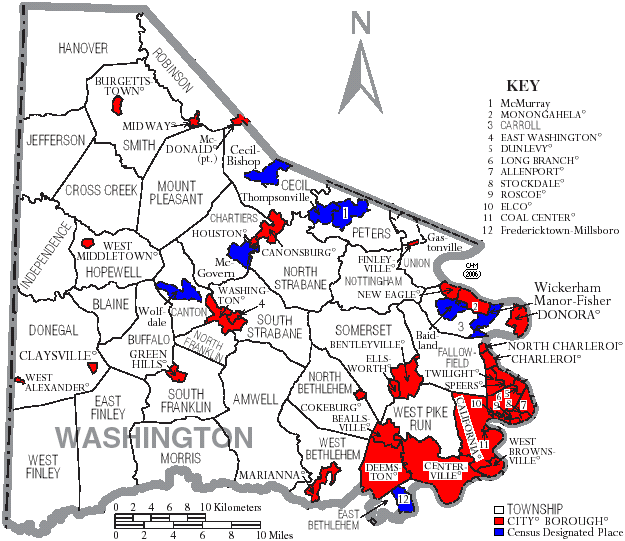
ワシントン郡の自治体、ボロは赤、タウンシップは白、国勢調査指定地域は青

ペンシルベニア州法の下では4種類の自治体がある。市、ボロ、タウンシップ、町である。

### 都市
- モノンガヒラ
- ワシントン - 郡庁所在地

### ボロ
| - アレンポート - ビールズビル - ベントレービル - バーゲッツタウン - カリフォーニア - キャノンズバーグ - センタービル - チャールロイ - クレイズビル - コールセンター - コークバーグ | - ディームストン - ドノラ - ダンルビー - イーストワシントン - エルコ - エルスワース - フィンリービル - グリーンヒルズ - ヒューストン - ロングブランチ - マリアナ | - マクドナルド（一部はアレゲニー郡内） - ミッドウェイ - ニューイーグル - ノースチャールロイ - ロスコー - スピアズ - ストックデール - トワイライト - ウェストブラウンズビル - ウェストミドルタウン |

### タウンシップ
| - アムウェル - ブレイン - バッファロー - カントン - キャロル - セシル - チャーティアズ - クロスクリーク - ドネガル - イーストベスレヘム - イーストフィンリー | - ファロウフィールド - ハノーバー - ホープウェル - インディペンデンス - ジェファーソン - モリス - マウントプレザント - ノースベスレヘム - ノースフランクリン - ノースストラベイン - ノッティンガム | - ピーターズ - ロビンソン - スミス - サマセット - サウスフランクリン - サウスストラベイン - ユニオン - ウェストベスレヘム - ウェストフィンリー - ウェストパイクラン |

### 国勢調査指定地域
国勢調査指定地域はアメリカ合衆国国勢調査局が人口統計データを取るために設定した地域である。州の下では実際の司法権が及ぶ範囲ではない。
| - アーロンズバーグ - アトラスバーグ - アベラ - ベイドランド - バルガー - セシル・ビショップ - クロスクリーク - エイティフォー | - エルラマ - フレデリックタウン - ガストンビル - ヘンダーソンビル - ヒッコリー - ジョフリー - ランジェロス - ローレンス | - マクガバン - マクマレー - メドウランズ - ミルズボロ - ミューズ - パリス - スローバン - サウスビュー | - テイラーズタウン - トンプソンビル - バンボーヒス - ウェストアレクサンダー - ウェストランド - ウィッカーハムマナー・フィッシャー - ウルフデール - ワイランドビル |

### 未編入の町
- コンディットクロッシング
- コートニー

## 教育

### 高等教育機関
- カリフォーニア・ユニバーシティ・オブ・ペンシルベニア、カリフォーニア・ボロ
- アレゲニー郡コミュニティカレッジ・ワシントン分校、ノースフランクリン・タウンシップ
- ワシントン・アンド・ジェファーソン・カレッジ、ワシントン市とワシントン・ボロ
- ウェインズバーグ大学サウスポイント・センター・キャンパス、キャノンズバーグ[16]

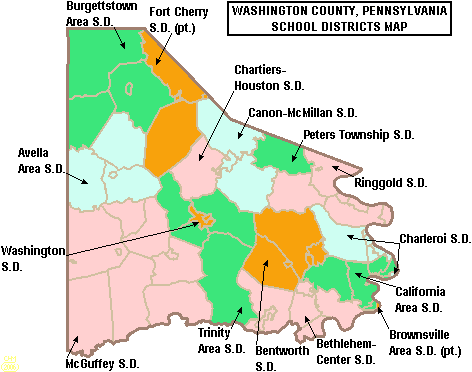
ワシントン郡の教育学区の区分図

### 公共教育学区
- アベラ地域教育学区
- ベントワース教育学区
- ベスレヘム・センター教育学区
- ブラウンズビル地域教育学区（一部はファイエット郡）
- バーゲッツタウン地域教育学区
- カリフォーニア地域教育学区
- キャノン・マクミラン教育学区
- チャールロイ教育学区
- チャーティアズ・ヒューストン教育学区
- フォートチェリー教育学区（一部はアレゲニー郡）
- マクガフィ教育学区
- ピーターズ教育学区
- リングゴールド教育学区
- トリニティ地域教育学区
- ワシントン教育学区

その他
- 中間ユニット1 - コールセンター
- モンバレー職業訓練校 - チャールロイ
- 西部地域職業訓練校 - キャノンズバーグ

### 私立学校
| - カルバリー・チャペル・クリスチャン学校 - フレデリックタウン - セントラル・クリスチャン・アカデミー - ヒューストン - ワシントン子供学校 - コーナーズストーン・メノナイト学校 - バーゲッツタウン - フェイス・クリスチャン学校ワシントン校 - ワシントン - ファーストラブ・クリスチャン・アカデミー高校 - ワシントン - ゴッダードスクール - ベネティア - グウェンズ・モンテッソリ・スクール - ワシントン - ヒッコリー・クリスチャン学校 - ヒッコリー - ハンティントン・ラーニング・センター - マクマレー | - ジョン・F・ケネディ学校 - ワシントン - キンダーケア・ラーニング・センターズ - レイクビュー・クリスチャン・アカデミー - ブリッジビル - マドンナ・カトリック・地域学校 - モノンガヒラ - メル・ブラウント・リーダーシップ・アカデミー - クレイズビル - NHSスクール - エルスワース - レインボウズ・エンド・ラーニング・センター - ワシントン - セントフランシス子供学校 - ビールズビル - セントパトリック学校 - キャノンズバーグ - トリステート・クリスチャン学校 - バーゲッツタウン |

### 図書館
| - アベラ地域図書館センター - ベントレービル公共図書館 - バーゲッツタウン・コミュニティ図書館 - カリフォーニア公共図書館 - チャーティアズ・ヒューストン・コミュニティ図書館 - 市民図書館 - ワシントン - ドノラ公共図書館 - フランク・サリス公共図書館 - キャノンズバーグ | - フレデリックタウン地域公共図書館 - ヘリテージ公共図書館 - マクドナルド - ジョン・K・テナー図書館 - チャールロイ - マリアナ・コミュニティ公共図書館 - モノンガヒラ地域図書館 - ピーターズ・タウンシップ公共図書館 - ワシントン郡図書館システム |

## 病院
- キャノンズバーグ総合病院、ウェスト・ペン・アレゲニー・ヘルスシステムに属する、ノースストラベイン・タウンシップ
- モノンガヒラ・バレー病院、キャロル・タウンシップ
- ワシントン病院、ワシントン市

## 著名な出身者
- カート・アングル（1968年- ）、プロレスラー、オリンピックの金メダリスト、キャノンズバーグに住んだ
- ジェイムズ・G・ブレイン（1830-1893年）、アメリカ合衆国国務長官, アメリカ合衆国下院議長、1884年アメリカ合衆国大統領選挙共和党候補者、ブラウンズビル生まれ
- ペリー・コモ（1912年-2001年）、歌手、テレビ俳優、キャノンズバーグ生まれ
- ミッチ・ダニエルズ（1949年- ）、インディアナ州知事、パデュー大学学長、モノンガヒラ生まれ
- ジャスティン・エザリック（1984年- ）、ユーチューブのパーソナリティ、女優
- ケン・グリフィー・ジュニア（1969年- ）、メジャーリーグベースボール選手、ドノラ生まれ
- ケン・グリフィー・シニア（1950年- ）、メジャーリーグベースボール選手、ドノラ生まれ
- シャーリー・ジョーンズ（1934年- ）、女優、アカデミー賞を受賞したテレビドラマ『パートリッジ・ファミリー』の母親役で知られる、チャールロイ生まれ
- ジェイ・リビングストン（1915年-2001年）、アカデミー賞を受賞した作詞家、マクドナルド生まれ
- ジョー・モンタナ（1956年- ）、NFL選手、モノンガヒラ生まれ
- スタン・ミュージアル（1920年-2013年）、メジャーリーグベースボール選手、ドノラ生まれ
- ボビー・ヴィントン（1935年- ）、レコーディングアーティスト、キャノンズバーグ生まれ